# Datong (Xining)

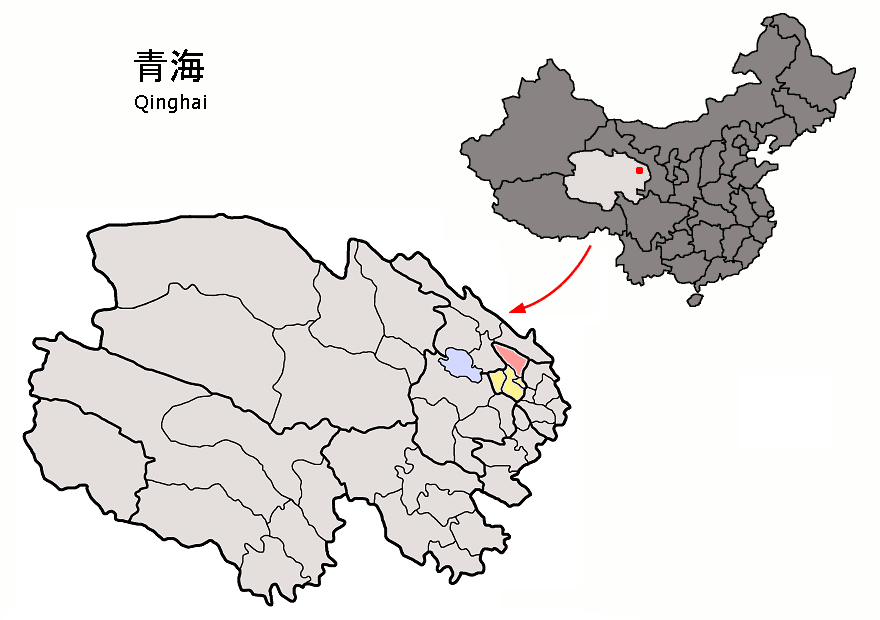
Lage von Datong (rosa) in der Provinz Qinghai

Der Autonome Kreis Datong der Hui und Tu (chinesisch 大通回族土族自治县, Pinyin Dàtōng Huízú Tǔzú Zìzhìxiàn) ist ein autonomer Kreis der Hui und der Tu, der zur bezirksfreien Stadt Xining (tibet. Ziling), der Hauptstadt der chinesischen Provinz Qinghai, gehört. Er hat eine Fläche von 3.156 km² und zählt 403.368 Einwohner (Stand: Zensus 2020). Sein Hauptort ist die Großgemeinde Qiaotou (桥头镇).

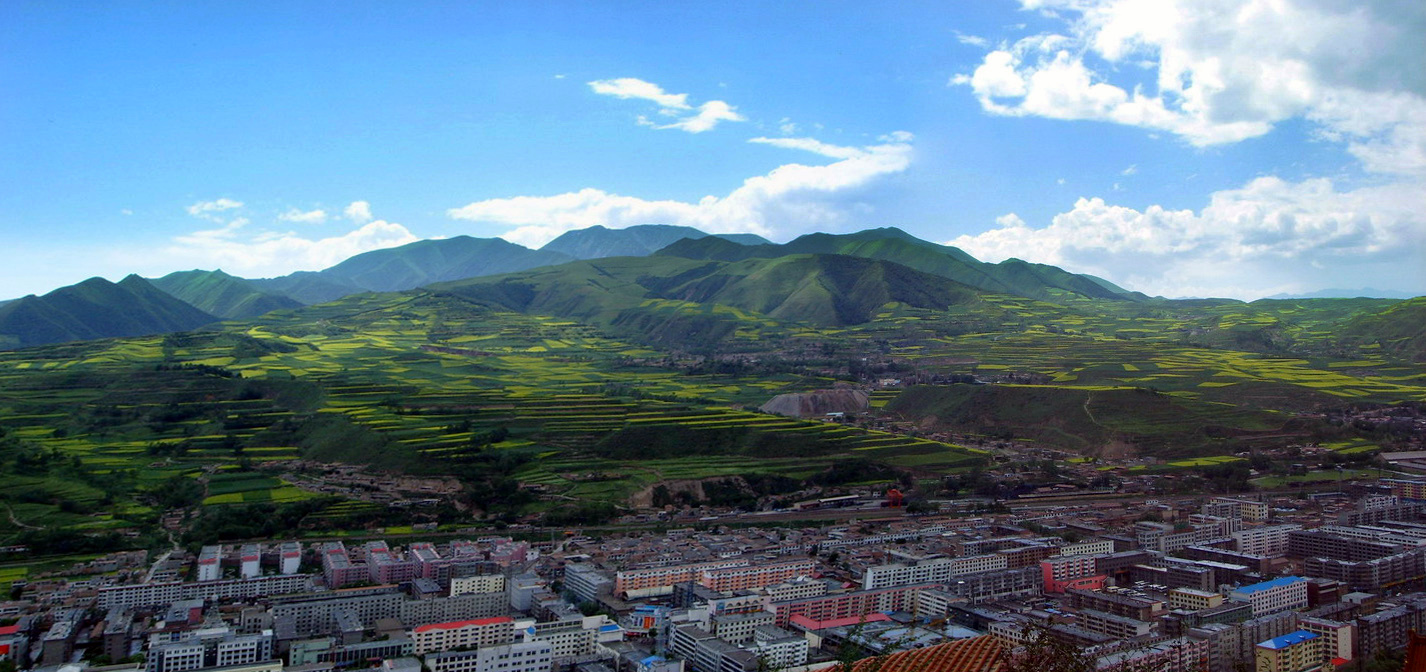
Blick in die Landschaft von Datong

## Ethnische Gliederung der Bevölkerung (2000)
Beim Zensus im Jahr 2000 hatte der Autonome Kreis Datong 416.968 Einwohner.
| Name des Volkes | Einwohner | Anteil  |
| --------------- | --------- | ------- |
| Han             | 221.131   | 53,03 % |
| Hui             | 119.864   | 28,75 % |
| Tu              | 42.347    | 10,16 % |
| Tibeter         | 27.692    | 6,64 %  |
| Mongolen        | 4.613     | 1,11 %  |
| Manju           | 650       | 0,16 %  |
| Salar           | 130       | 0,03 %  |
| Dongxiang       | 109       | 0,03 %  |
| Koreaner        | 43        | 0,01 %  |
| Miao            | 40        | 0,01 %  |
| Sonstige        | 349       | 0,08 %  |